# Pedro de Bourbon-Duas Sicílias
Príncipe Pedro de Bourbon-Duas Sicílias, Duque da Calábria, Conde de Caserta, Grande de Espanha (em espanhol: Pedro Juan María Alejo Saturnino de Todos los Santos; nascido em 16 de outubro de 1968), é o único filho homem do Infante Carlos, Duque da Calábria, e como tal, pretendente à chefia da Casa Real de Bourbon-Duas Sicílias.

## Pretendente
Ele é o terceiro filho e o único homem do Infante Carlos, Duque de Calábria, e sua esposa, a Princesa Ana de Orléans, sendo por isso, Duque de Noto. É pretendente à chefia da Casa de Bourbon-Duas Sicílias, desde a morte de seu pai em 5 de outubro de 2015, assumindo seus títulos de Duque da Calábria e Conde de Caserta; disputa a chefia da Casa com o Príncipe Carlos, Duque de Castro, bem como ao grão-mestrado da Ordem Constantiniana de São Jorge e da Ordem de São Januário.
Em 6 de maio de 2014, tomou posse como presidente do Real Conselho das Ordens Militares da Espanha (Santiago, Calatrava, Alcântara e Montesa), do qual o Rei da Espanha é o grão-mestre, sucedendo o Infante Carlos nessa posição. Grande da Espanha, ele é o décimo segundo na linha de sucessão ao trono.
Com a morte de sua avó, a infanta Alice, antiga "rainha titular de Navarra", bem como anteriormente de seu pai, desde 2017, Pedro é considerado o herdeiro titular de Navarra, sendo listado como 53º Rei de Navarra, como Pedro II "o Prudente".

### Tentativa de reconciliação
Em 24 de janeiro de 2014, o Príncipe Pedro, Duque de Noto (em nome de seu pai) e o Príncipe Carlos, Duque de Castro, assinaram um "Ato de Reconciliação", onde parecia se encerrar as antigas diferenças sobre os títulos usados pelos dois ramos da Casa das Duas Sicílias.
A Lei estabelecia que os dois ramos reconheceriam os títulos um do outro para os atuais titulares e seus sucessores; os títulos da linhagem espanhola sênior, sendo Duque da Calábria, Duque de Noto e Duque de Cápua, e da linhagem júnior, sendo Duque de Castro, além de Duquesa de Palermo e Duquesa de Capri, concedidos às duas filhas do Duque e da Duquesa de Castro. A intenção final era trabalhar em prol de um futuro em que os dois ramos pudessem cooperar.
Em maio de 2016, o príncipe Carlos anunciou a sua decisão de modificar as regras de sucessão, declarando sua filha mais velha como a primeira herdeira da chefia da Casa Real e do Grão-Mestrado Constantiniano. Esta decisão provocou uma reação de Pedro, Duque da Calábria, expressa numa declaração onde afirmava ser chefe da Casa Real de Bourbon-Duas Sicílias, e que a decisão unilateral de Carlos "se desvia e contraria o espírito do que foi acordado no pacto histórico de reconciliação".

## Carreira
Formou-se engenheiro-agrônomo pela Universidade de Castela-Mancha e completou o serviço militar espanhol na Guarda Real. Reside em La Toledana, propriedade da família em Ciudad Real.
Don Pedro é interessado por ornitologia desde criança e cria falcões. É o presidente da Fundación Fondo para la Protección de la Naturaleza (FONDENA), uma das pioneiras na defensa do meio ambiente. Administrador e representante da Agrocinegética, San Huberto, Forestal de Boniches, Turolense Forestal e Hato 13, todas dedicadas à gestão de propriedades de caça. Ele também é diretor da Gerystec, uma empresa de engenharia, e representante da Gubel SA, empresa que detém 50% das ações da Prosegur. Ainda é sócio-fundador de diversas empresas de ração animal e consultor de projetos.

## Casamento e herdeiros
Após nove anos de relacionamento, Pedro finalmente recebeu a permissão do pai e casou-se com Sofía Landaluce y Melgarejo, bisneta do Duque e da Duquesa de San Fernando de Quiroga, em 30 de março de 2001, na Capela do Real Club Puerta de Hierro, em Madrid. Eles têm sete filhos.
- Príncipe Jaime de Bourbon-Duas Sicílias (1993), Duque de Noto.[1][12] Casado com Lady Charlotte Diana Lindesay-Bethune, pais da Princesa Francesca Sofia.[13]
- Príncipe Juan de Bourbon-Duas Sicílias (2003).[1][12]
- Príncipe Pablo de Bourbon-Duas Sicílias (2004).[1][12]
- Príncipe Pedro de Bourbon-Duas Sicílias (2007).[1][12]
- Princesa Sofia de Bourbon-Duas Sicílias (2008).[1][12]
- Princesa Blanca de Bourbon-Duas Sicílias (2011).[1][12]
- Princesa Maria de Bourbon-Duas Sicílias (2015).[1][12]

## Honras

### Dinástico
- Casa de Bourbon-Duas Sicílias: Soberano e Grão-Mestre da Ilustre Ordem Real de São Januário[2]
- Casa de Bourbon-Duas Sicílias: Soberano e Grão-Mestre da Sagrada Ordem Militar Constantiniana de São Jorge[2]
- Casa de Bourbon-Duas Sicílias: Soberano e Grão-Mestre da Ordem de São Fernando e do Mérito[2]
- Casa de Bourbon-Duas Sicílias: Soberano e Grão-Mestre da Ordem Real das Duas Sicílias[2]

### Nacionais
- Ordem Soberana e Militar de Malta: Bailiff Grã-Cruz de Honra e Devoção da Ordem Soberana e Militar de Malta[14]
- Vaticano: Cavaleiro da Grã-Cruz da Ordem Equestre do Santo Sepulcro de Jerusalém[15]
- Espanha: Comendador com Placa da Ordem Civil de Afonso X, o Sábio (2017)[2]
- Espanha: Grande Comendador da Ordem de Alcântara[14][16]
- Portugal: Grã-Cruz da Ordem Militar de Nossa Senhora da Conceição de Vila Viçosa[2]
- Espanha: Protetor da Real Academia de Heráldica e Genealogia de Madrid[17]
- Espanha: Cavaleiro da Real Academia de Cavalaria de Valência (1972)[18]
- Espanha: Protetor, Honorário e Mestre da Maestranza de Cavalaria de San Fernando (2014)[5]
- Itália: Cidadão honorário do município de Noto (2014)[19]
- Itália: Cidadão honorário do município de Palermo (2017)[20]
- Espanha: Cavaleiro Honorário da Real Irmandade dos Cavaleiros Cubiculares de Zamora (2017)[21]
- Espanha: Cavaleiro da Real Maestranza de Cavalaria de Ronda (2017)[22]
- Itália: Cidadão honorário do município de Caprarola (2018)[23]
- Espanha: Cavalheiro e Irmão Honorário Maior da Real, Antiga e Ilustríssima Irmandade dos Nobres de Nossa Senhora de Portillo (2019)[24]
- Espanha: Membro da Real Associação de Fidalgos de Espanha, distinguido com as Folhas de Carvalho (2021)[25]
- Espanha: Cavaleiro da Grã-Cruz da Cruz de Fidélitas (2022)[26]
- Ordem Soberana e Militar de Malta: Cavaleiro Grã-Cruz da Ordem do Mérito Melitensi, Classe Especial (2023)[27]

## Heráldica

Armas do Príncipe Pedro de Bourbon-Duas Sicílias
Brasão de Armas como Duque de Noto (1968–2015)
Brasão de Armas como Pretendente (2015–presente)
Brasão de Armas na Espanha[a] (2015–presente)